# Neivamyrmex bureni
Neivamyrmex bureni é uma espécie de formiga do gênero Neivamyrmex.